# پروگوواتس
پروگوواتس (به صربی: Prugovac) یک منطقهٔ مسکونی در صربستان است که در الکسیناتس واقع شده‌است. پروگوواتس ۳۱۸ نفر جمعیت دارد.